# Ryann Torrero
Ryann Danielle Torrero Rojas (Burbank, California, Estados Unidos; 1 de septiembre de 1990) es una futbolista chilena y modelo. Se desempeña como guardameta en Colo-Colo de la Primera División de fútbol femenino de Chile.
Es hija de padre estadounidense y madre chilena.

## Trayectoria
En su etapa de universitaria jugó para los Campbell Fighting Camels de la Universidad de Campbell en Carolina del Norte, donde se graduó en 2013. Terminó su último año en el equipo universitario con un registro de 0.8 goles por partido y atajó el 84% de los tiros.
Fichó por el Chicago Red Stars en 2018 como portera de reemplazo, aunque no debutó con el equipo y solo estuvo en la banca.
Posteriormente, fue entrenadora asistente en los Pepperdine Waves de la West Coast Conference en la División I de la NCAA.
A mediados del 2019, fue contratada por Santiago Morning para reforzar al equipo de cara a la Copa Libertadores Femenina. Con las bohemias fue campeona del Transición 2020, dejando el club en septiembre del 2021.  
Tras un año como jugadora libre, fichó por Colo-Colo en enero de 2023. 

## Selección nacional
Fue llamada por la selección chilena para los encuentros amistosos contra Escocia y Países Bajos en abril de 2019, aunque no debutó. Posteriormente, formó parte de la nómina de Chile en el Mundial de 2019 realizado en Francia, sin sumar minutos. 
El día 15 de noviembre de 2022 tuvo su debut por la selección absoluta, en un amistoso contra Filipinas que Chile ganó por 1-0. Torrero ingresó en el segundo tiempo, reemplazando a Antonia Canales. 
En 2025, fue convocada para representar a Chile en la CONMEBOL Copa América Femenina. 

### Partidos internacionales
| Selección chilena | Selección chilena | Selección chilena |
| Año               | Partidos          | Goles             |
| ----------------- | ----------------- | ----------------- |
| 2022              | 1                 | 0                 |
| 2024              | 5                 | 0                 |
| 2025              | 2                 | 0                 |
| Total             | 8                 | 0                 |

## Vida personal
Además de futbolista, Torrero trabaja como modelo para la agencia Sports + lifestyle unlimited.

## Estadísticas

### Clubes
| Club              | País           | Año               |
| ----------------- | -------------- | ----------------- |
| FC Neunkirch      | Suiza          | 2013 - 2015       |
| Chicago Red Stars | Estados Unidos | 2018 - 2019       |
| Santiago Morning  | Chile          | 2019 - 2021       |
| Colo-Colo         | Chile          | 2023 - actualidad |

## Palmarés

### Torneos nacionales
| Título           | Club             | País  | Temporada |
| ---------------- | ---------------- | ----- | --------- |
| Primera División | Santiago Morning | Chile | 2019      |
| Primera División | Santiago Morning | Chile | T-2020    |
| Primera División | Colo-Colo        | Chile | 2023      |
| Primera División | Colo-Colo        | Chile | 2024      |